# Joseph Görres

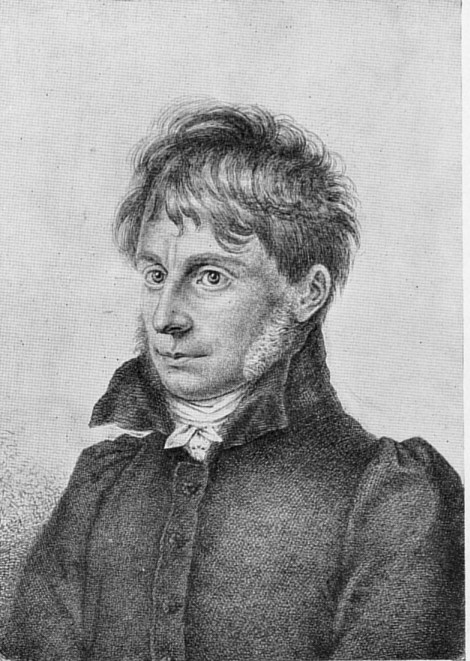
Litografía de Joseph Görres por August Strixner, sobre una pintura de Peter von Cornelius.

Johann Joseph von Görres (Coblenza, 25 de enero de 1776-Múnich, 29 de enero de 1848) fue un escritor y periodista alemán.

## Primeros años
Su padre fue una persona de situación económica desahogada. Envió a su hijo a una universidad latina bajo la dirección del clero católico. El joven Görres simpatizó inicialmente con la Revolución francesa, y junto a los exiliados franceses en Renania reafirmó sus creencias. Frecuentó los clubes revolucionarios, e insistió en que la unidad de intereses contribuiría a la alianza de los estados civilizados.[cita requerida] Se inició en una revista republicana llamada Das rote Blatt, y luego Rubezahl, en la que se condenaba fuertemente la administración de las provincias de Renania por Francia.
Con posterioridad a la firma del Tratado de Campo Formio (1797) había esperanza en que las provincias renanas fuesen constituidas en una república independiente. En 1799 las provincias enviaron una embajada a París, de la cual Görres era  miembro,  para exponer su caso ante el directorio. La embajada llegó París el 20 de noviembre de 1799; dos días antes de que Napoleón reasumiera el poder (18 de Brumario). Después de mucha demora recibió a la embajada; pero la única respuesta que obtuvieron fue "pueden confiar en la justicia perfecta, y que el gobierno francés nunca perdería de vista sus necesidades". Görres, a su regreso, publicó un tratado llamado Resultate meiner Sendung nach Paris, en la que pasó revista a la historia de la Revolución Francesa.
Durante los trece años de dominio napoleónico, Görres vivió una vida apacible, dedicándose principalmente al arte y a la ciencia. En 1801 se casó con Catalina de Lasaulx, y durante algunos años enseñó en una escuela secundaria en Coblenza; en 1806 se trasladó a Heidelberg, donde dio una conferencia en la universidad. El abogado británico y periodista Henry Crabb Robinson se reunió con Görres durante este tiempo. Una cita de su diario: «Görres tiene una  fisonomía de lo más salvaje - parece un estudiante viejo pasado de edad. Una nariz y labios  de fauno, ojos entrecerrados y feroces como los de un salvaje Caliban. Un fuerte sentido y cierta indiferencia hacia los demás, esos son los rasgos de su personalidad». Por su parte, Clemens Brentano comparó su aspecto al «[...] de un león viejo que sacude y estira su melena atrapada en las barras de su jaula».
Como miembro principal del grupo romántico Heidelberg,  editó junto con Brentano y Ludwig Achim von Arnim el Zeitung für Einsiedler (posteriormente rebautizado Trost-Einsamkeit), y en 1807 publicó Die deutschen Volksbücher (literalmente, Los Libros del Pueblo Alemán).
Regresó a Coblenza en 1808, y halló ocupación otra vez como profesor en una escuela secundaria, apoyada por fondos cívicos. Estudió el persa , y en dos años publicó  Mythengeschichte der asiatischen Welt (Historia de los Mitos del Mundo asiático), el cual estuvo seguido diez años más tarde por Das Heldenbuch von Irán (El Libro de los Héroes de Irán), una traducción de parte del Shahnama, la épica de Firdousi.

## Editor delMerkur

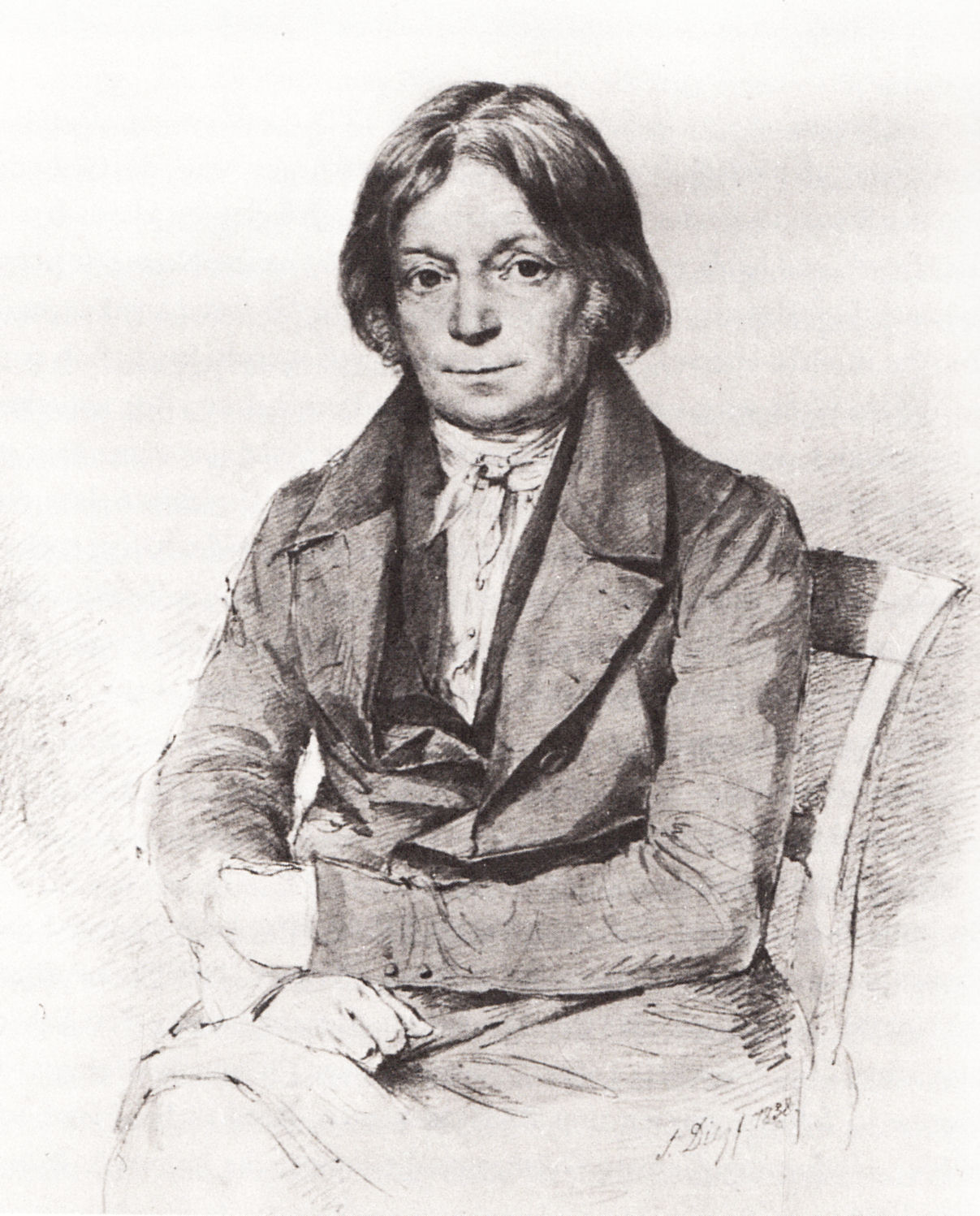
Joseph Görres en 1938

En 1813 retomó la causa de la independencia nacional, y en el año siguiente fundó Der rheinische Merkur. La franqueza de su hostilidad hacia Napoleón forjó su influencias al punto que el propio Napoleón lo lamara "la cinquième puissance" (la quinta potencia).
Batalló por una Alemania unida, con un gobierno representativo, pero bajo un emperador,  abandonando su anterior vocación republicana. Cuando Napoleón fue detenido en la isla de Elba, Görres escribió una imaginaria e irónica proclamación emitida por él al pueblo. Criticó la segunda paz de París (1815), declarando que Alsacia y Lorena tendrían que haber sido reclamadas a Francia.
Stein utilizó el Merkur en el tiempo de la reunión del congreso de Viena para dar expresión a sus esperanzas. Pero en mayo de 1815 Hardenberg, le advirtió  a Görres de no despertar hostilidad en contra de Francia, solo en contra de Napoleón. También había en el Merkur una antipatía a Prusia, era la expresión del deseo de que un príncipe austríaco debería asumir el título imperial, y también una tendencia al liberalismo,  todo esto resultó desagradable para Hardenberg, y para su maestro Friedrich Wilhelm III. Görres ignoró las advertencias enviadas a él por la censura, por lo que el Merkur fue clausurado a principios de 1816, a instancias del gobierno de Prusia; y poco después Görres fue despedido de su puesto de profesor.

## Muerte
Muere el 29 de enero de 1848, el año de la caída de Metternich, y fue enterrado en el Alterar Südfriedhof en Múnich.

## Trabajos

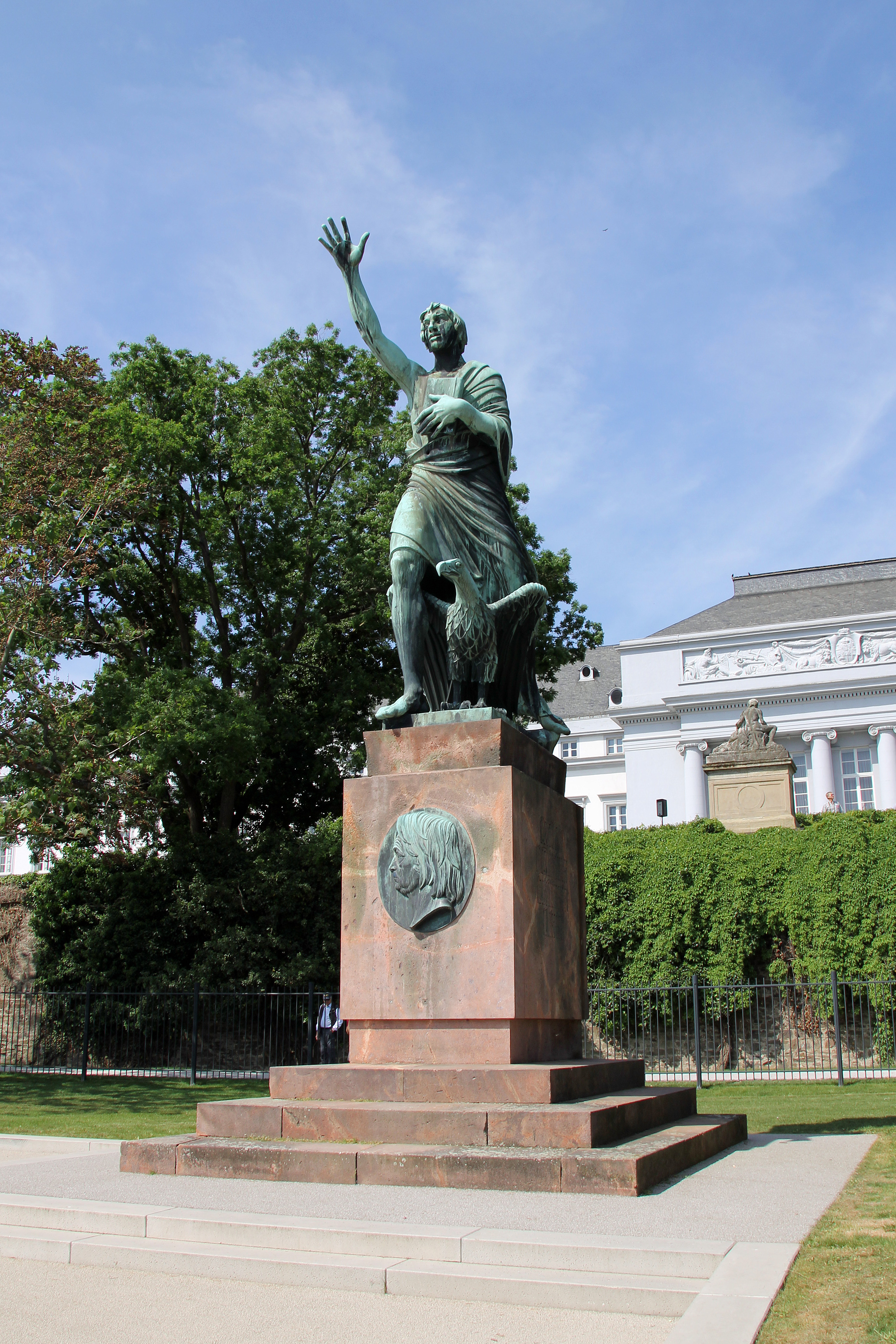
Joseph-Görres-Conmemorativo en Coblenza

Se convirtió en un político panfletario. El entusiasmo que siguió al asesinato del dramaturgo August von Kotzebue (1819) y la sanción de los decretos reaccionarios de Carlsbad fueron el tema del panfleto Teutschland und Görres 'die Revolution / "Alemania y la Revolución" (1820). En este trabajo se revisan las circunstancias que condujeron a la muerte de August von Kotzebue instó a que fuera imposible e indeseable reprimir la expresión libre de la opinión pública. Su éxito fue notable pese al pesado estilo en que estaba compuesto. Fue mandado recoger por el gobierno prusiano, y se emitieron órdenes de arresto contra él.
Escapó a Estrasburgo y desde allí a Suiza. Otras dos ediciones políticas fueron Europa und die Revolution / "Europa y la Revolución" (1821) e In Sachen der Rheinprovinzen und en eigener Angelegenheit / "Sobre el asunto de la provincia del Rin según mi opinión" (1822). En el primero Gorres describe la corrupción moral, intelectual y política de Francia en el curso del siglo XVIII como la causa principal que llevó a la revolución. El libro se leyó con avidez en toda Alemania.

En el panfleto de Görres Heilige Allianz und dado Völker auf dem Kongress zu Verona / “La Santa Alianza y los pueblos representados en el congreso de Verona” afirma que los príncipes habían acordado juntos aplastar las libertades de los pueblos, y que los pueblos tienen que recurrir a otro lugar por ayuda. Ese “otro lugar” era Roma; y en esta época Görres deviene en escritor Ultramontano. Fue convocado a Múnich por Luis I de Baviera como Profesor de Historia de la universidad, y allí su escritura disfrutó de popularidad. Su Christliche Mystik (“Sobre  Misticismo Cristiano”, 1836–1842) dio una serie de biografías de los santos, junto con un exposición de misticismo católico. Pero su más celebrado trabajo ultramontano fue también el más polémico. Esto ocasionó su destitución y encarcelamiento por el gobierno prusiano del arzobispo Clement Wenceslaus según se dice debido a su negativa para sancionar en ciertos casos los matrimonios de protestantes y católicos.
Görres, en su Athanasius (1837), confirmó el poder de la iglesia, aunque más tarde los liberales afirmaron que él nunca insistió en la supremacía absoluta de Roma. Athanasius pasó por varias ediciones, e inició una controversia larga y amarga. En el Historisch-politische Blätter / “Páginas Histórico-políticas”, una revista de Múnich, Görres y su hijo Guido (1805–1852) continuaron defendiendo las pretensiones de la iglesia. En el día del año Nuevo de 1839, Görres recibió la "Orden Civil de Mérito" del rey para sus servicios.
Görres estudió el misticismo durante su estancia en Estrasburgo. Regresó a los escritores de las Edad Media (por ejemplo, Francisco de Asís), pero también posteriores, como María de Jesús de Ágreda y mujeres jóvenes de su tiempo (Maria von Mörl, y otros); y se esforzó en comprender más exhaustivamente la naturaleza de misticismo cristiano. Estos estudios llevaron a su obra Die christliche Mystik (4 vols, 1836-42;... 2ª ed, 5 vols, 1879).

## Publicaciones
- Der Allgemeine Frieden, ein Ideal (1798).
- Aphorismen über Kunst (1802).
- Glauben und Wissen (1805).
- Dado Teutschen Volksbücher (1807).
- Schriftproben von Peter Martillo (1808).
- Über den Caída Teutschlands und dado Bedingungen seiner Wiedergeburt (1810).
- Mythengeschichten der Asiatischen Welt (1810).
- Lohengrin, ein Altteutsches Gedicht (1813).
- Rheinischer Merkur (1814@–1816).
- Teutschland und Revolución de dado (1819).
- Beantwortung der En den Jetzigen Zeiten für Jeden Teutschen Besonders wichtigen Frage: Era haben wir zu Erwarten? (1814).
- Europa und Revolución de dado (1821).
- Firdusi (1822).
- Einleitung zu Melchior Diepenbrocks Heinrich Susos, Genannt Amandus Leben und Schriften (1829).
- Über Dado Grundlage, Gliederung und Zeitenfolge der Weltgeschichte (1830).
- Nachruf auf Achim von Arnim (1831).
- Vier Sendschreiben Un Herrn Culmann, Sekretär der Ständeversammlung (1831).
- Ministerium, Staatszeitung, Rechte und Unrechte Mitte (1831).
- Athanasius (1837).
- Dado Triarier H. Leo, Dr. P. Marheinecke, D. K. Bruno (1838).
- Dado Christliche Mystik (1836@–1842).
- Kirche und Staat nach Ablauf der Kölner Irrung (1842).
- Der Dom von Köln und das Münster von Strasburg (1842).
- Introducción a Das Leben Christi, por J. N. Sepp (1843).
- Dado Japhetiden und ihre gemeinsame Heimat Armenien. Akademische Festrede (1844).
- Dado Drei Grundwurzeln des celtischen Stammes und ihre Einwanderung (1845).
- Dado Wallfahrt nach Trier (1845).
- Aspecten Un der Zeitenwende @– Zum neuen Jahre 1848 (1848).

### Trabajos en traducción inglesa
- Alemania y la Revolución. Londres: Longman, Hurst, Rees, Orme, y Brown, 1820.

## Influencias
- Carl Jung menciona leer Görres como hombre joven en su autobiografía, Memorias, Sueños, Reflexiones (Pantheon Libros, 1963, p. 99) ISBN 0-679-72395-1.
- La sociedad Görres fue fundada el 25 de enero de 1876 en honor de Görres para avanzar en estudios católicos.[8]